# Campeonato Europeo de Karate
El Campeonato Europeo de Karate es la máxima competición de karate a nivel europeo. Se efectúa desde 1966 y es organizado cada año por la Federación Europea de Karate (EKF).
Actualmente se compite en 16 categorías, 8 masculinas y 8 femeninas, repartidas en las dos modalidades de este deporte (kata y kumite):
- Categorías masculinas: individual y por equipos (kata), –60 kg, –67 kg, –75 kg, –84 kg, +84 kg y equipos (kumite).

- Categorías femeninas: individual y por equipos (kata), –50 kg, –55 kg, –61 kg, –68 kg, +68 kg y equipos (kumite).

## Ediciones
| Núm.    | Año  | Sede                   | País            |
| ------- | ---- | ---------------------- | --------------- |
| I       | 1966 | París                  | Francia         |
| II      | 1967 | Londres                | Reino Unido     |
| III     | 1968 | París                  | Francia         |
| IV      | 1969 | Londres                | Reino Unido     |
| V       | 1970 | Hamburgo               | RFA             |
| VI      | 1971 | París                  | Francia         |
| VII     | 1972 | Bruselas               | Bélgica         |
| VIII    | 1973 | Valencia               | España          |
| IX      | 1974 | Londres                | Reino Unido     |
| X       | 1975 | Ostende                | Bélgica         |
| XI      | 1976 | Teherán                | Irán            |
| XII     | 1977 | París                  | Francia         |
| XIII    | 1978 | Ginebra                | Suiza           |
| XIV     | 1979 | Helsinki               | Finlandia       |
| XV      | 1980 | Barcelona              | España          |
| XVI     | 1981 | Venecia                | Italia          |
| XVII    | 1982 | Gotemburgo             | Suecia          |
| XVIII   | 1983 | Madrid                 | España          |
| XIX     | 1984 | París                  | Francia         |
| XX      | 1985 | Oslo                   | Noruega         |
| XXI     | 1986 | Madrid                 | España          |
| XXII    | 1987 | Glasgow                | Reino Unido     |
| XXIII   | 1988 | Génova                 | Italia          |
| XXIV    | 1989 | Titogrado              | Yugoslavia      |
| XXV     | 1990 | Viena                  | Austria         |
| XXVI    | 1991 | Hannover               | Alemania        |
| XXVII   | 1992 | Den Bosch              | Países Bajos    |
| XXVIII  | 1993 | Praga                  | República Checa |
| XXIX    | 1994 | Birmingham             | Reino Unido     |
| XXX     | 1995 | Helsinki               | Finlandia       |
| XXXI    | 1996 | París                  | Francia         |
| XXXII   | 1997 | Santa Cruz de Tenerife | España          |
| XXXIII  | 1998 | Belgrado               | Yugoslavia      |
| XXXIV   | 1999 | Eubea                  | Grecia          |
| XXXV    | 2000 | Estambul               | Turquía         |
| XXXVI   | 2001 | Sofía                  | Bulgaria        |
| XXXVII  | 2002 | Tallin                 | Estonia         |
| XXXVIII | 2003 | Bremen                 | Alemania        |
| XXXIX   | 2004 | Moscú                  | Rusia           |
| XL      | 2005 | Santa Cruz de Tenerife | España          |
| XLI     | 2006 | Stavanger              | Noruega         |
| XLII    | 2007 | Bratislava             | Eslovaquia      |
| XLIII   | 2008 | Tallin                 | Estonia         |
| XLIV    | 2009 | Zagreb                 | Croacia         |
| XLV     | 2010 | Atenas                 | Grecia          |
| XLVI    | 2011 | Zúrich                 | Suiza           |
| XLVII   | 2012 | Santa Cruz de Tenerife | España          |
| XLVIII  | 2013 | Budapest               | Hungría         |
| XLIX    | 2014 | Tampere                | Finlandia       |
| L       | 2015 | Estambul               | Turquía         |
| LI      | 2016 | Montpellier            | Francia         |
| LII     | 2017 | Kocaeli                | Turquía         |
| LIII    | 2018 | Novi Sad               | Serbia          |
| LIV     | 2019 | Guadalajara            | España          |
| LV      | 2020 | Bakú (cancelado)       | Azerbaiyán      |
| LVI     | 2021 | Porec                  | Croacia         |
| LVII    | 2022 | Gaziantep              | Turquía         |
| LVIII   | 2023 | Guadalajara            | España          |
| LIX     | 2024 | Split                  | Croacia         |
| LX      | 2025 | Bakú                   | Azerbaiyán      |

1. ↑  Campeonato realizado excepcionalmente fuera de Europa.

## Medallero (1966-2023)
Esta tabla muestra las medallas obtenidas por cada país en el Campeonato Europeo de Karate desde el año 1966 hasta el 2023
| Rank                | País                 | Oro | Plata | Bronce | Total |
| ------------------- | -------------------- | --- | ----- | ------ | ----- |
| 1                   | Francia              | 169 | 99    | 196    | 464   |
| 2                   | España               | 146 | 112   | 133    | 391   |
| 3                   | Italia               | 114 | 121   | 146    | 381   |
| 4                   | Turquía              | 65  | 63    | 114    | 242   |
| 5                   | Reino Unido          | 63  | 66    | 77     | 206   |
| 6                   | Alemania             | 36  | 33    | 115    | 184   |
| 7                   | Países Bajos         | 35  | 22    | 51     | 108   |
| 8                   | Croacia              | 19  | 18    | 58     | 95    |
| 9                   | Azerbaiyán           | 17  | 13    | 25     | 55    |
| 10                  | Finlandia            | 12  | 10    | 30     | 52    |
| 11                  | Suiza                | 11  | 12    | 32     | 55    |
| 12                  | Ucrania              | 10  | 7     | 15     | 32    |
| 13                  | Grecia               | 9   | 14    | 35     | 58    |
| 14                  | Serbia               | 8   | 13    | 28     | 49    |
| 15                  | Suecia               | 7   | 11    | 29     | 47    |
| 16                  | Yugoslavia           | 7   | 10    | 24     | 41    |
| 17                  | Rusia                | 6   | 15    | 30     | 51    |
| 18                  | Eslovaquia           | 6   | 9     | 22     | 37    |
| 19                  | Noruega              | 6   | 5     | 9      | 20    |
| 20                  | Bosnia y Herzegovina | 3   | 21    | 14     | 38    |
| 21                  | Austria              | 3   | 8     | 24     | 35    |
| 22                  | Macedonia del Norte  | 3   | 3     | 17     | 23    |
| 23                  | Bélgica              | 2   | 11    | 18     | 31    |
| 24                  | República Checa      | 2   | 9     | 21     | 32    |
| 25                  | Eslovenia            | 1   | 8     | 8      | 17    |
| 26                  | Hungría              | 1   | 2     | 19     | 22    |
| 27                  | Letonia              | 1   | 2     | 3      | 6     |
| 27                  | Luxemburgo           | 1   | 2     | 3      | 6     |
| 29                  | Albania              | 1   | 0     | 1      | 2     |
| 30                  | Polonia              | 0   | 4     | 2      | 6     |
| 31                  | Montenegro           | 0   | 2     | 10     | 12    |
| 32                  | Bulgaria             | 0   | 2     | 5      | 7     |
| 33                  | Dinamarca            | 0   | 2     | 3      | 5     |
| 34                  | Bielorrusia          | 0   | 1     | 3      | 4     |
| 35                  | San Marino           | 0   | 1     | 0      | 1     |
| 36                  | Portugal             | 0   | 0     | 7      | 7     |
| 37                  | Georgia              | 0   | 0     | 4      | 4     |
| 38                  | Israel               | 0   | 0     | 2      | 2     |
| 38                  | Kosovo               | 0   | 0     | 2      | 2     |
| 38                  | Rumania              | 0   | 0     | 2      | 2     |
| 41                  | Chipre               | 0   | 0     | 1      | 1     |
| 41                  | Estonia              | 0   | 0     | 1      | 1     |
| Totales (42 países) | Totales (42 países)  | 764 | 731   | 1339   | 2834  |